# Communauté de développement d'Afrique australe
La Communauté de développement d'Afrique australe – CDAA (ou SADC, sigle de l'anglais Southern African Development Community) – est une organisation qui vise à promouvoir le développement économique de l'Afrique australe.

## Histoire

### Antécédents
Les États membres de la CDAA ont des liens historiques variés, à l'exception de la République democratique du Congo, de Maurice, des Seychelles et de la Tanzanie qui ne sont plus éloignés des États originaux.

### Premières coopérations informelles (1960-1979)
L'histoire institutionnelle de la CDAA débute dans les années 1960. À cette époque, une coopération politique et de sécurité ad hoc fut instituée par les dirigeants des nouveaux États indépendants de la région,. Cette opposition au colonialisme et au racisme, alors présent en Afrique du Sud et au Zimbabwe, contribua à la formation d'un mouvement commun entre les États de la région.
Dans les années 1970, cette coopération évolua — tout en restant une coopération informelle ad hoc — en coopérations bilatérales puis en un groupement appelé Frontline States,.

### Première institutionnalisation (1980-1992)
Le 1er avril 1980, huit États d'Afrique australe — à savoir l'Angola, le Botswana, le Lesotho, le Malawi, le Mozambique, l'Eswatini, la Tanzanie et la Zambie — adoptèrent la déclaration Southern Africa: Toward Economic Liberation (« Afrique australe : vers la libération économique »), dite de Lusaka.
La création formelle de la Conférence de coordination pour le développement de l'Afrique australe (SADCC) n'interviendra cependant que l'année suivante, le 20 juillet 1981, par la conclusion d'un mémorandum d'accord entre les États signataires de la déclaration de Lusaka.

### Seconde institutionnalisation: un modèle décentralisé
Le 17 août 1992, la CDAA est créée lors du sommet des chefs d'État et de gouvernement réuni à Windhoek en Namibie. Ceux-ci adoptent la déclaration de Windhoek et le traité instituant la Communauté de développement d'Afrique australe.
Le modèle institutionnel adopté par ce traité confiait la charge d'un des agendas régionaux à un État membre. Les justifications utilisées pour ce modèle furent notamment, :
- le besoin de créer un lien entre l'État et le projet dont il a la charge ;
- la supposition que cela réduirait les coûts en confiant les projets à des administrations préexistantes ;
- la préservation de la souveraineté au niveau national ;
- la supposition que cela permettrait davantage de participation de la part des citoyens.

En 1993, un premier rapport sur la réforme de la CDAA, titré A framework and strategy for building the Community (« Un cadre et une stratégie pour construire la communauté »), fut publié. Il fut suivis en 1997 par un rapport élaboré par des consultants indépendants et titré Review and rationalisation of the SADC programme of action (« Révision et rationalisation du programme d'action de la CDAA »). Ces deux rapports critiquèrent le modèles de décentralisation prévu par le traité.

### Début des années 2000: vers plus de centralisation
Le traité CDAA fut amendé le 14 août 2001. Les modifications qui y furent apportées marquent l'abandon de la méthode de décentralisation au niveau régional, jugée inefficace, en faveur d'un modèle centralisé,.
Le traité créa également la Commission intégrée des ministres et les comités nationaux CDAA,.

## Géographie

### État suspendu
Actuellement, aucun État membre n'est suspendu. Seule Madagascar fut suspendue à la suite de la crise politique de 2009, puis réintégrée le 30 janvier 2014.

### Retrait
Les Seychelles, qui avaient adhéré à la Communauté le 8 septembre 1997, s'en retirent le 1er juillet 2004. L'État réintègre la CDAA en 2008.

### Candidatures
L'admission de nouveau membre est prévue à l'article 8 du traité. La procédure exacte est définie par le Sommet, néanmoins aucun critère n'est spécifié pour une adhésion et aucune ligne directrice n'est formulée pour l'établissement de la procédure par le Sommet lui-même.
La candidature du Rwanda a été rejetée en 2005 pour des questions de procédure.
En 2017, la candidature du Burundi est en cours d'analyse. Mais a été rejetée en 2019 pour des manquements à la démocratie (https://www.bbc.com/afrique/region-48441456)

## Statut et gouvernance

### Statut et principes
L'article 3 du traité indique que la CDAA est une organisation internationale. Elle est basée, en vertu de l'article 4, sur un ensemble de principes :
- l'égalité souveraine de ses membres ;
- la solidarité, la paix et la sécurité ;
- les droits de l'homme, la démocratie et l'état de droit ;
- l'égalité, l'équilibre et le bénéfice pour tous ;
- et la résolution pacifique des différends.

Dans les faits, toutefois, l'absence d'institution capable de servir de contrepoids au Sommet des chefs d'État et de gouvernement est un exemple du déficit démocratique de la CDAA. L'exemple du tribunal de la Communauté de développement d'Afrique australe, créé puis suspendu et dissous après un jugement condamnant le Zimbabwe, confirme la création d'un ordre juridique sans institution permettant de vérifier l'application de celles-ci.
En ce sens, les États membres ne sont liés, non pas par le consentement au traité qu'ils ont ratifié, mais pas leur soutien aux décisions prises. Selon certains analystes, dont Nyathi ou Nathan, cela empêche la résolution du problème du déficit démocratique de la CDAA.

### Institutions

#### Institutions du traité
Les dispositions relatives aux institutions sont prévues aux articles 9 et suivants du traité CDAA.
Les principales institutions incarnent l'exécutif. Ainsi, l'institution suprême de la Communauté est le Sommet des chefs d'État et de gouvernement. Le Sommet est chargé de la définition des politiques. Il dispose de large compétence et n'est pas soumis à un contrôle. La seconde institution, prévue à l'article 11 du traité CDAA est le Conseil des ministres de la Communauté de développement d'Afrique australe, suivi à l'article 12 par les comités ministériels sectoriels et de groupes. L'article 13 du traité créée le Comité permanent des hauts fonctionnaires. Enfin, l'article 14 crée le Secrétariat de la CDAA, qui dispose de compétence limitée en dehors des exécutifs nationaux. M. Nyathi estiment que cette concentration de pouvoirs exécutifs contribue au renforcement des exécutifs nationaux, contribuant au déficit démocratique de l'institution.
Le traité a également créé le tribunal de la Communauté de développement d'Afrique australe, dont la composition, la juridiction, les fonctions et procédures sont présentes dans le Protocole sur le tribunal et les règles de procédures adopté en 2000 puis intégré au traité CDAA. Cependant, le Zimbabwe contesta la légalité du tribunal et refusa d'appliquer ses décisions. Le Tribunal fut finalement suspendu puis supprimé par une décision du Sommet.
Enfin, l'Organe de coopération en matière de politique, défense et sécurité a été créé par la réforme du traité en 2001.

#### Institutions hors du cadre institutionnel
Le Forum parlementaire de la SADC est un organe autonome qui n'est pas prévu par le traité SADC, bien qu'il soit souvent considéré en parallèle des institutions officielles,.

### Chevauchement avec d'autres organisations
Les États membres de la CDAA sont également membres d'autres organisations d'intégration régionale.
La république démocratique du Congo est l'État le plus intégré aux organisations régionales, étant membre de quatre d'entre elles (sans compter la CDAA) : la Communauté économique des pays des Grands Lacs, la Communauté économique des États de l'Afrique centrale, le Marché commun de l'Afrique orientale et australe et l'Union africaine.
L'Eswatini est membre de trois organisations en dehors de la CDAA : le Marché commun de l'Afrique orientale et australe, l'Union douanière d'Afrique australe et l'Union africaine.
Les États membres de deux organisations régionales en plus de la CDAA sont les suivants :
- Pour le Marché commun de l'Afrique orientale et australe et l'Union africaine : 
  -  Madagascar
  -  Malawi
  -  Maurice
  -  Seychelles
  -  Zambie
  -  Zimbabwe
- Pour la Communauté d'Afrique de l'Est et l'Union africaine : 
  -  Tanzanie
- Pour la Communauté économique des États de l'Afrique centrale et l'Union africaine :
  -  Angola
- Pour l'Union douanière d'Afrique australe et l'Union africaine :
  -  Afrique du Sud
  -  Botswana
  -  Lesotho
  -  Namibie

L'État le moins intégré aux organisations régionales est le Mozambique. En effet, le pays n'est membre que de l'Union africaine en dehors de la CDAA.

## Sources

## Compléments

### Lectures approfondies
- B. Sirota, « Sovereignty and the Southern African Development Community », Chicago Journal of International Law,‎ 2005
- C. Ng’ongo’la, « The framework for regional integration in the Southern African Development Community », University of Botswana Law Journal,‎ 2008